# Фріц Бунінг
Фріц Бунінг (англ. Fritz Buehning; нар. 5 березня 1960) — колишній американський тенісист.
Найвищу одиночну позицію світового рейтингу — 21 місце досяг 23 листопада 1981, парну — 4 місце — 19 вересня 1983 року.
Здобув 1 одиночний та 12 парних титулів.
Найвищим досягненням на турнірах Великого шолома був фінал в парному розряді.
Завершив кар'єру 1986 року.

## Фінали за кар'єру

### Одиночний розряд: 2 (1–2)
| Результат | W-L | Дата     | Турнір            | Покриття  | Суперник        | Рахунок            |
| --------- | --- | -------- | ----------------- | --------- | --------------- | ------------------ |
| Поразка   | 0–1 | Гру 1980 | Йоганнесбург, ПАР | Тверде    | Кім Ворвік      | 2–6, 1–6, 2–6      |
| Перемога  | 1–1 | Гру 1980 | Сідней, Австралія | Тверде    | Браян Тічер     | 6–3, 6–7, 7–6      |
| Поразка   | 1–2 | Лют 1982 | Ричмонд, США      | Килим (i) | Хосе Луїс Клерк | 6–3, 3–6, 4–6, 3–6 |

### Парний розряд: 27 (12–15)
| Результат | W-L   | Рік  | Турнір                                     | Покриття  | Партнер                    | Суперники                                | Рахунок                   |
| --------- | ----- | ---- | ------------------------------------------ | --------- | -------------------------- | ---------------------------------------- | ------------------------- |
| Поразка   | 0–1   | 1979 | Саут-Орандж, США                           | Ґрунт     | Брюс Ніколз                | Пітер Флемінг Джон Макінрой              | 1–6, 3–6                  |
| Поразка   | 0–2   | 1979 | Болонья, Італія                            | Килим (i) | Ферді Тейган               | Пітер Флемінг Джон Макінрой              | 1–6, 1–6                  |
| Перемога  | 1–2   | 1980 | Ричмонд, США                               | Килим (i) | Йохан Крік                 | Браян Готтфрід Фрю Макміллан             | 3–6, 6–3, 7–6             |
| Поразка   | 1–3   | 1980 | Дейтон, США                                | Килим (i) | Фред Макнеер               | Войцех Фібак Джефф Мастерз               | 4–6, 4–6                  |
| Перемога  | 2–3   | 1980 | Сан-Паулу, Бразилія                        | Килим     | Ананд Амрітрадж            | Девід Картер (тенісист) Кріс Льюїс       | 7–6, 6–2                  |
| Поразка   | 2–4   | 1980 | Ньюпорт, США                               | Трава     | Пітер Реннерт              | Ендрю Паттісон Балч Волтс                | 6–7, 4–6                  |
| Поразка   | 2–5   | 1980 | Саут-Орандж, США                           | Ґрунт     | Вен Вінітскі               | Білл Мейз Джон Макінрой                  | 6–7, 4–6                  |
| Перемога  | 3–5   | 1980 | Мельбурн, Австралія                        | Килим (i) | Ферді Тейган               | Джон Седрі Тім Вілкінсон                 | 6–1, 6–2                  |
| Перемога  | 4–5   | 1981 | Роттердам, Нідерланди                      | Килим (i) | Ферді Тейган               | Джін Меєр Сенді Меєр                     | 7–6, 1–6, 6–4             |
| Перемога  | 5–5   | 1981 | Саут-Орандж, США                           | Тверде    | Ендрю Паттісон             | Шломо Глікштейн Давід Шнайдер (тенісист) | 6–1, 6–4                  |
| Перемога  | 6–5   | 1981 | Атланта, США                               | Тверде    | Пітер Флемінґ              | Семмі Джаммалва Тоні Джаммалва           | 6–4, 4–6, 6–3             |
| Поразка   | 6–6   | 1981 | Йоганнесбург, ПАР                          | Тверде    | Расселл Сімпсон (тенісист) | Террі Мур Джон Юїлл                      | 3–6, 7–5, 4–6, 7–6, 10–12 |
| Поразка   | 6–7   | 1982 | Роттердам, Нідерланди                      | Килим (i) | Кевін Каррен               | Марк Едмондсон Шервуд Стюарт             | 5–7, 2–6                  |
| Перемога  | 7–7   | 1982 | La Costa WCT, США                          | Килим (i) | Йохан Крік                 | Боб Лутц Рауль Рамірес                   | 3–6, 7–6, 6–3             |
| Перемога  | 8–7   | 1982 | Сан-Франциско, США                         | Килим (i) | Браян Тічер                | Мартін Девіс Кріс Данк                   | 6–7, 6–2, 7–5             |
| Поразка   | 8–8   | 1982 | Базель, Швейцарія                          | Килим (i) | Павел Сложил               | Анрі Леконт Яннік Ноа                    | 2–6, 2–6                  |
| Перемога  | 9–8   | 1982 | Амстердам, Нідерланди                      | Килим (i) | Томаш Шмід                 | Кевін Каррен Бастер Моттрам              | 4–6, 6–3, 6–0             |
| Поразка   | 9–9   | 1983 | Ричмонд, США                               | Килим (i) | Браян Тічер                | Павел Сложил Томаш Шмід                  | 2–6, 4–6                  |
| Перемога  | 10–9  | 1983 | Роттердам, Нідерланди                      | Килим (i) | Том Галліксон              | Пітер Флемінґ Павел Сложил               | 7–6, 4–6, 7–6             |
| Поразка   | 10–10 | 1983 | Мілан, Італія                              | Килим (i) | Пітер Флемінґ              | Павел Сложил Томаш Шмід                  | 2–6, 7–5, 4–6             |
| Перемога  | 11–10 | 1983 | Саут-Орандж, США                           | Ґрунт     | Том Кейн                   | Джон Ллойд Дік Стоктон (тенісист)        | 6–2, 7–5                  |
| Поразка   | 11–11 | 1983 | Стоу, США                                  | Тверде    | Том Галліксон              | Бред Дрюетт Кім Ворвік                   | 6–4, 5–7, 2–6             |
| Поразка   | 11–12 | 1983 | Відкритий чемпіонат США з тенісу, Нью-Йорк | Тверде    | Вен Вінітскі               | Пітер Флемінґ Джон Макінрой              | 3–6, 4–6, 2–6             |
| Перемога  | 12–12 | 1984 | Мемфіс, США                                | Килим (i) | Пітер Флемінґ              | Гайнц Ґюнтгардт Томаш Шмід               | 6–3, 6–0                  |
| Поразка   | 12–13 | 1984 | Мадрид, Іспанія                            | Килим (i) | Ферді Тейган               | Пітер Флемінґ Джон Макінрой              | 3–6, 3–6                  |
| Поразка   | 12–14 | 1984 | Роттердам, Нідерланди                      | Килим (i) | Ферді Тейган               | Кевін Каррен Войцех Фібак                | 4–6, 4–6                  |
| Поразка   | 12–15 | 1984 | Штутгарт, Західна Німеччина                | Ґрунт     | Ферді Тейган               | Сенді Меєр Андреас Маурер                | 6–7, 4–6                  |